# Mikko Kozarowitzky
Michael "Mikko" Kozarowitzky (Helsínquia, 17 de maio de 1948) é um ex-automobilista da Finlândia. Com uma carreira consistente nas categorias menores, ele foi inscrito em 2 etapas da temporada de 1977 da Fórmula 1, pela RAM Racing, mas não se classificou em nenhuma delas. 
Em sua primeira participação, no Grande Prêmio da Suécia, sem nenhuma experiência dirigindo um carro de Formula 1, ficou a 2,6 segundos de conseguir a classificação para a largada. No GP seguinte, o da Inglaterra, se envolveu em um acidente com Rupert Keegan, tendo fraturado a mão. Por falta de patrocínio para o ano de 1978, seus planos na Fórmula 1 restaram prejudicados.

## Links
- Biografia - F1Rejects